# Unia (województwo wielkopolskie)
Unia – wieś w Polsce położona w województwie wielkopolskim, w powiecie słupeckim, w gminie Strzałkowo.
W latach 1975–1998 miejscowość administracyjnie należała do województwa konińskiego.
We wsi znajduje się zespół pałacowy wpisany do krajowego rejestru zabytków, składa się on z:
- piętrowego pałacu[3] z 1914 r.; od frontu ryzalit zwieńczony półkolistym frontonem (circulaire), w którym znajduje się z kartusz z herbem Suchekomnaty Chrzanowskich, poniżej w przyziemiu portyk z głównym wejściem. Obecnie pałac jest w ruinie, był on własnością rodziny Chrzanowskich – jednym z potomków tej rodziny był marszałek Sejmu Wiesław Chrzanowski.
- parku[4] z XIX w.

## Przypisy

Herb Chrzanowskich